# Klemm Kl 31
Клемм Kl 31/Клемм Kl 32 (нем. Klemm Kl 31) — немецкий пассажирский самолёт. Kl 31 представлял собой цельнометаллический моноплан с низкорасположенным крылом. Первый полёт совершил в 1931 году. До 1935 года было изготовлено 90 экземпляров.

## Основные модификации
- KI 31 V
- KI 31а XIV
- KI 32А XII
- KI 32В XIV

## Служба и боевое применение
Kl 31 и Kl 32 использовались в гражданской авиации, в люфтваффе самолёты использовались в качестве связных, часть самолётов шли на экспорт. Kl 31 и Kl 32 использовались для генералитета и в лётных школах. Один экземпляр Kl 31 служил в ВВС Испании на стороне франкистких сил.

## Лётно-технические характеристики
- Двигатель: Siemens Sh 14
- мощность, л. с.: 160
- Размах крыла, м.: 13,5
- Длина самолёта, м.: 8,5
- Высота самолёта, м.: 2,30
- Площадь крыла, кв. м.: 20,80
- Масса, кг:
- пустого самолёта: 690
- максимальная взлётная: 1250
- Максимальная скорость, км/ч: 190
- Скороподъёмность, м/с: 2,3
- Практический потолок, м.: 3800
- Дальность полета, км.: 725